# 金生
金生（711年—？），新罗书法家，他的父母出身寒微，不知世系。
景雲二年出生，自幼能写書法，平生不专注其他的藝术，年过八十，还是书写不停。隸書、行草都很入神，到高丽王朝，还有真迹被學者傳为寶物。宋徽宗崇寧年间，高丽學士洪灌隨進奉使入宋，住在汴京。当時宋徽宗派翰林待詔楊球、李革到使者館舍。洪灌把金生行草一卷给他们看，二人大惊：”没想到今天得見王羲之的手書。” 洪灌说：”不是，这是新羅人金生写的。” 二人笑着说：“天下除了王羲之，哪有如此妙筆？”洪灌说了很多次，楊球、李革还是不信。